# 다치 종속
다치 종속은 릴레이션 내의 두 어트리뷰트 집합 사이 성립하는 제약조건 중의 하나이다.
함수 종속과 달리 다치 종속은 어떠한 조건을 만족하는 투플이 릴레이션 안에 있을 것을 요구한다. 그러므로 다치 종속은 튜플이 만들어내는 "종속" 중의 한 종류로 분류할 수 있다.
제4정규화에서 중요한 역할을 한다.
다치 종속은 머리가 두 개인 이중 화살표(double arrow) 로 표기한다. {\displaystyle A}  {\displaystyle B}일 때, A가 B를 다치 결정한다고 말하고, 다른 말로는 B가 A에 다치 종속된다고 말한다.
예를 들어 {과목}  {교재}일 때, 과목 어트리뷰트가 교재 어트리뷰트의 값 하나를 결정하는 것이 아니라, 여러 개의 값, 즉 값의 집합을 결정한다는 뜻이다.

## 정의
{\displaystyle R}을 릴레이션 스키마라고 하자. {\displaystyle \alpha \subseteq R} 이고 {\displaystyle \beta \subseteq R}라 하자. 만약 어떤 릴레이션 {\displaystyle r(R)}에 대해, {\displaystyle t_{1}[\alpha ]=t_{2}[\alpha ]}인 {\displaystyle r} 안의 모든 튜플의 쌍 {\displaystyle t_{1}} 과 {\displaystyle t_{2}}에 대해,
{\displaystyle r} 안에 다음과 같은 식이 성립하는 {\displaystyle t_{3}} and {\displaystyle t_{4}}가 존재하면,

{\displaystyle t_{1}[\alpha ]=t_{2}[\alpha ]=t_{3}[\alpha ]=t_{4}[\alpha ]}

{\displaystyle t_{3}[\beta ]=t_{1}[\beta ]}

{\displaystyle t_{3}[R-\beta ]=t_{2}[R-\beta ]}

{\displaystyle t_{4}[\beta ]=t_{2}[\beta ]}

{\displaystyle t_{4}[R-\beta ]=t_{1}[R-\beta ]}

다치 종속

{\displaystyle \alpha }  {\displaystyle \beta } 

가  {\displaystyle R}에 대해 성립한다. 

## 예제
다음 예제를 보라. 수업 부호와, 수업에서 권장되는 교재와, 강사 이름을 모아 놓은 데이터베이스이다:

| 수업 | 교재         | 강사        |
| ---- | ------------ | ----------- |
| AHA  | Silberschatz | John D      |
| AHA  | Nederpelt    | John D      |
| AHA  | Silberschatz | William M   |
| AHA  | Nederpelt    | William M   |
| AHA  | Silberschatz | Christian G |
| AHA  | Nederpelt    | Christian G |
| OSO  | Silberschatz | John D      |
| OSO  | Silberschatz | William M   |

수업에 연계된 강사들과, 수업에 연계된 교재들이 서로 독립적이므로, 이 데이터베이스 설계에는 다치 종속이 존재한다; AHA 수업에 새로운 교재 하나를 추가한다면, 그 수업의 강사들 각각에 대해 레코드 하나씩을 추가해주는 등의 식으로 일을 해줘야 한다.

위 데이터베이스에는 두 개의 다치 종속이 존재한다. 그 두 개는 {수업}  {교재} 및 {수업}  {강사}이다.

다치 종속을 가진 데이터베이스는 결국 중복성을 보인다. 데이터베이스 정규화 과정 중 제 4 정규형이 다치 종속이 존재하지 않을 것을 요구한다.

## 성질
- 만약 {\displaystyle \alpha }  {\displaystyle \beta } 이면 {\displaystyle \alpha }  {\displaystyle R-\beta }이다.
- 만약 {\displaystyle \alpha }  {\displaystyle \beta } 이고 {\displaystyle \gamma \subseteq \delta } 이면,  {\displaystyle \alpha \delta }  {\displaystyle \beta \gamma }이다.
- 만약, {\displaystyle \alpha }  {\displaystyle \beta } 이고, 만약 {\displaystyle \beta }  {\displaystyle \gamma } 이면,  {\displaystyle \alpha }  {\displaystyle \gamma -\beta }이다.

다음 두 성질은 함수 종속과 관련있다.
- 만약 {\displaystyle \alpha } {\displaystyle \rightarrow } {\displaystyle \beta }이면, {\displaystyle \alpha }  {\displaystyle \beta }이다.
- 만약 {\displaystyle \alpha }  {\displaystyle \beta }이고 {\displaystyle \beta } {\displaystyle \rightarrow } {\displaystyle \gamma }이면, {\displaystyle \alpha } {\displaystyle \rightarrow } {\displaystyle \gamma -\beta }이다.

또한, 다음이 성립한다.
- R에서 X  Y 가 성립한다는 것과, R을 (X,Y) 및 (X,R-Y)로 분해하는 것이 무손실 분해이라는 것은 동치이다.